# Parigné
Parigné is een gemeente in het Franse departement Ille-et-Vilaine (regio Bretagne). De plaats maakt deel uit van het arrondissement Fougères-Vitré. Parigné telde op 1 januari 2022 1.301 inwoners.

## Geografie
De oppervlakte van Noyal-sur-Vilaine bedroeg op 1 januari 2022 20,72 vierkante kilometer; de bevolkingsdichtheid was toen 62,8 inwoners per km².

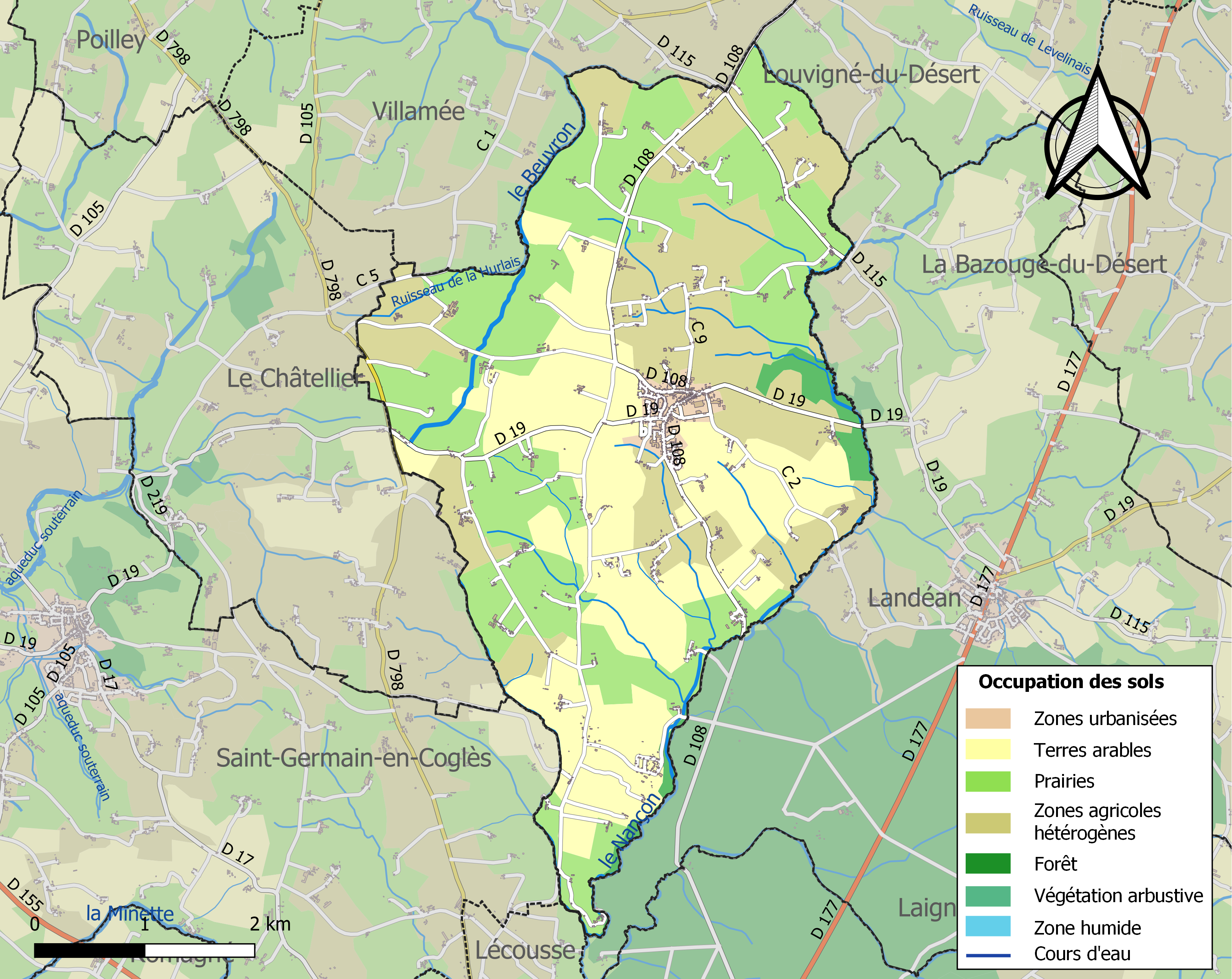
Kaart van de gemeente met belangrijkste infrastructuur, bodemgebruik en omliggende gemeenten

## Demografie
Onderstaande figuur toont het verloop van het inwonertal, bron: INSEE-tellingen. 